# Milešov (Velemín)
Milešov (německy Milleschau) je vesnice, část obce Velemín v okrese Litoměřice. Nachází se na jižním úpatí nejvyšší hory Českého středohoří Milešovky, asi dva kilometry západně od Velemína. Vesnicí protéká Milešovský potok, do něhož na jejím jižním konci ústí potok Pálečský. Milešov leží v katastrálním území Milešov u Lovosic o rozloze 8,8 km² a Páleč u Milešova o rozloze 3,13 km².

## Historie
Kronikář Václav Hájek z Libočan si v první polovině 16. století vymyslel pověst, podle které v roce 880 založil Miléš „hrad tvrdý a jako nedobytný“ a nechal ho pojmenovat Miléšův hrad. V písemných pramenech se název vesnice objevuje koncem 14. století, a to v přídomku šlechtice Petrmana, který se v roce 1390 ucházel o odumřelá léna v Sadové. Prvním nepochybným majitelem vesnice byl Jan z Milešova řečený Hlava. V roce 1406 mu zemský soud obstavil jeho majetek v Milešově, který se skládal z hradu, vesnice s poddanskými statky a vlastního hospodářského dvora. Podobu tehdejšího hradu, prvně písemně doloženého v roce 1391, nelze blíže určit. Jeho jedinou dochovanou stavbou je torzo oválné věže, umístěné dnes mezi renesančním a barokním křídlem zámku. Zřejmě je lze považovat za bergfrit.
V období pozdního středověku a raného novověku je Milešov spjatý se šlechtickým rodem Kaplířů ze Sulevic. Prvními rytíři z tohoto rodu byli bratři Kerunk a Václav, kteří ho získali v počáteční fázi husitských válek, někdy po roce 1420. Bratři se rozdělili tak, že Kerunk vlastnil Milešov, zatímco Václav hrad Ostrý a Bílý Újezd (Velemín). Za husitských válek bojoval Kerunk ve vojsku císaře Zikmunda, který ho místo žoldu odměnil třemi vesnicemi. V osmdesátých letech 15. století Kaplířové Milešov prodali; v jeho držbě se pak vystřídalo několik rytířských rodů. V roce 1534 se však milešovské panství dostalo opět do kaplířovských rukou, když je od Sekerků ze Sedčic koupil Zdeslav Kaplíř ze Sulevic.
Vzhledem k nejednoznačnému postoji Kaplířů ke stavovskému povstání nebyl Milešov jeho tehdejšímu majiteli Bohuslavu Kaplířovi konfiskován, nýbrž přeměněn v královské léno. Milešovské panství bylo už v té době velké. V roce 1626 je kromě Milešova se zámkem, poplužním dvorem, mlýnem, pivovarem, vinicemi a chmelnicemi tvořily i celé nebo části vesnic Litochovice, Černčice, Páleč, Medvědice s tvrzí, Kocourov, Mrsklesy a Dřínek a Mlýnce (dnes součást Milešova). Během třicetileté války vlastnil milešovské panství Karel Kašpar Kaplíř ze Sulevic († 1664). S osobou Kašpara Zdeňka Kaplíře, který následoval po Karlu Kašparovi, přišla na Milešov nejvýznamnější osobnost mezi jeho dosavadními majiteli.

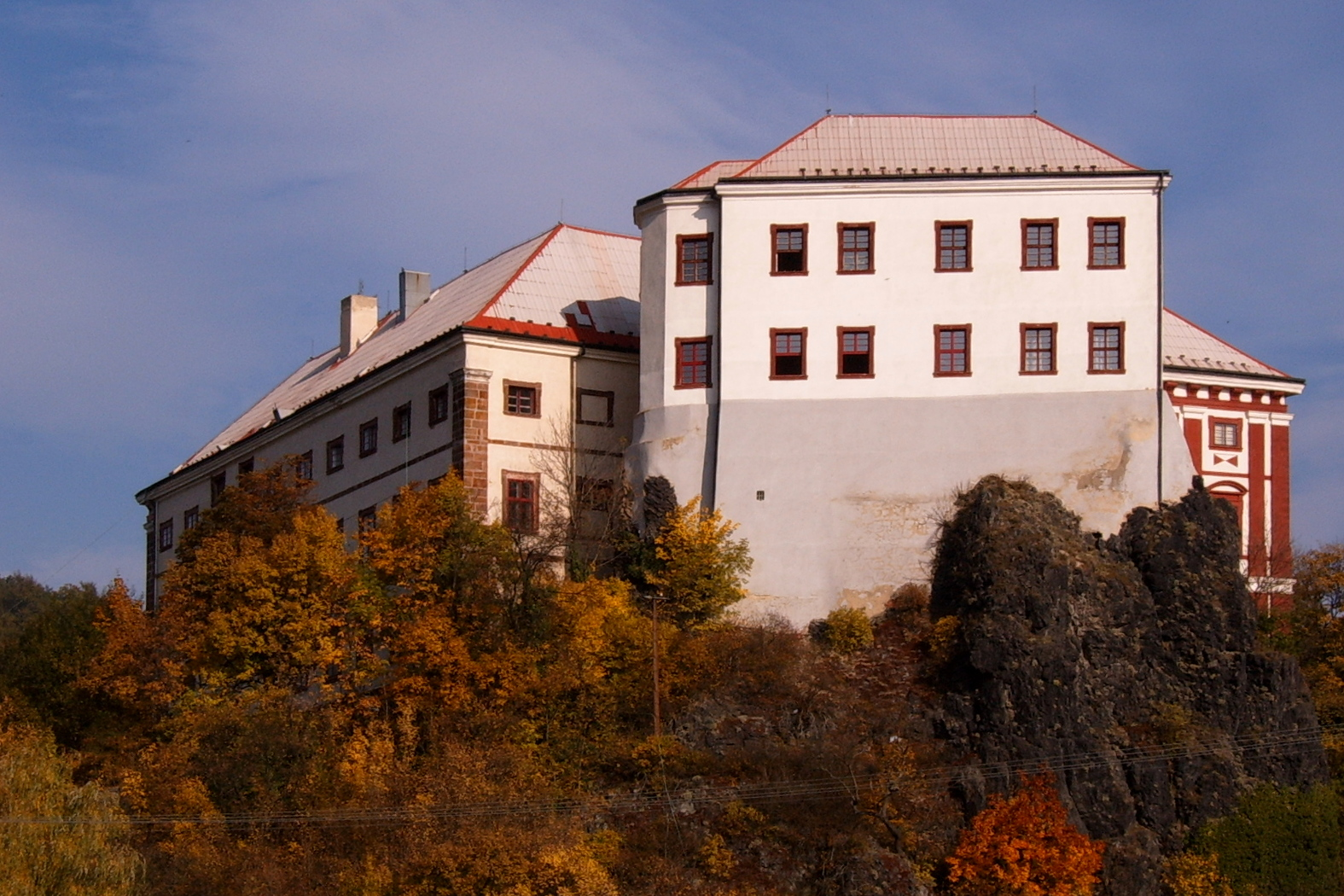
Zámek od jihu

Kaplíř byl především voják, který za třicetileté války bojoval jak ve vojsku Švédů, tak Habsburků. V roce 1641, po smrti Johana Banéra, se vrátil do Vídně, stal se katolíkem a vstoupil do císařské armády. Postupně se vypracoval do vysokých důstojnických hodností. V roce 1683 se jako jeden vojenských velitelů zasloužil o záchranu Vídně před tureckým obležením. Za to ho císař Leopold I. povýšil do hodnosti polního maršála.
V Milešově podnikl Kaplíř radikální přestavbu zámku, který byl v důsledku třicetileté války velmi poškozený. Ta proběhla v 60. a na začátku 70. let 17. století. Zdeněk Kašpar Kaplíř v něm shromáždil rozsáhlou sbírku obrazů. Druhou stavbou a zároveň dominantou Milešova, o níž se Kaplíř přičinil, je Kostel svatého Antonína Paduánského z let 1669–1680. V kryptě tohoto kostela se také Kaplíř nechal v roce 1686 pohřbít.

Na dalších více než 150 let pak vlastnili Milešov Hrzánové z Harasova. Protože Zdeněk Kašpar Kaplíř neměl mužské potomky, odkázal milešovské panství Janu Leopoldovi Hrzánovi z Harasova, který vlastnil sousední panství Skalka. Poté, co Kaplíř v roce 1686 ve Vídni zemřel, se Hrzán stal majitelem milešovského panství, kam patřily stále Medvědice, Kocourov, Mlýnce a Páleč. Hrzán také přesunul svou rezidenci ze Skalky do výstavnějšího zámku v Milešově. Ve zdejší zámecké zahradě postavil v prvním desetiletí 18. století postavit zahradní pavilón (casino). Jeho manželka Anna Zikmunda iniciovala po manželově smrti (1711) kolem roku 1715 výstavbu kostel v Sutomi.

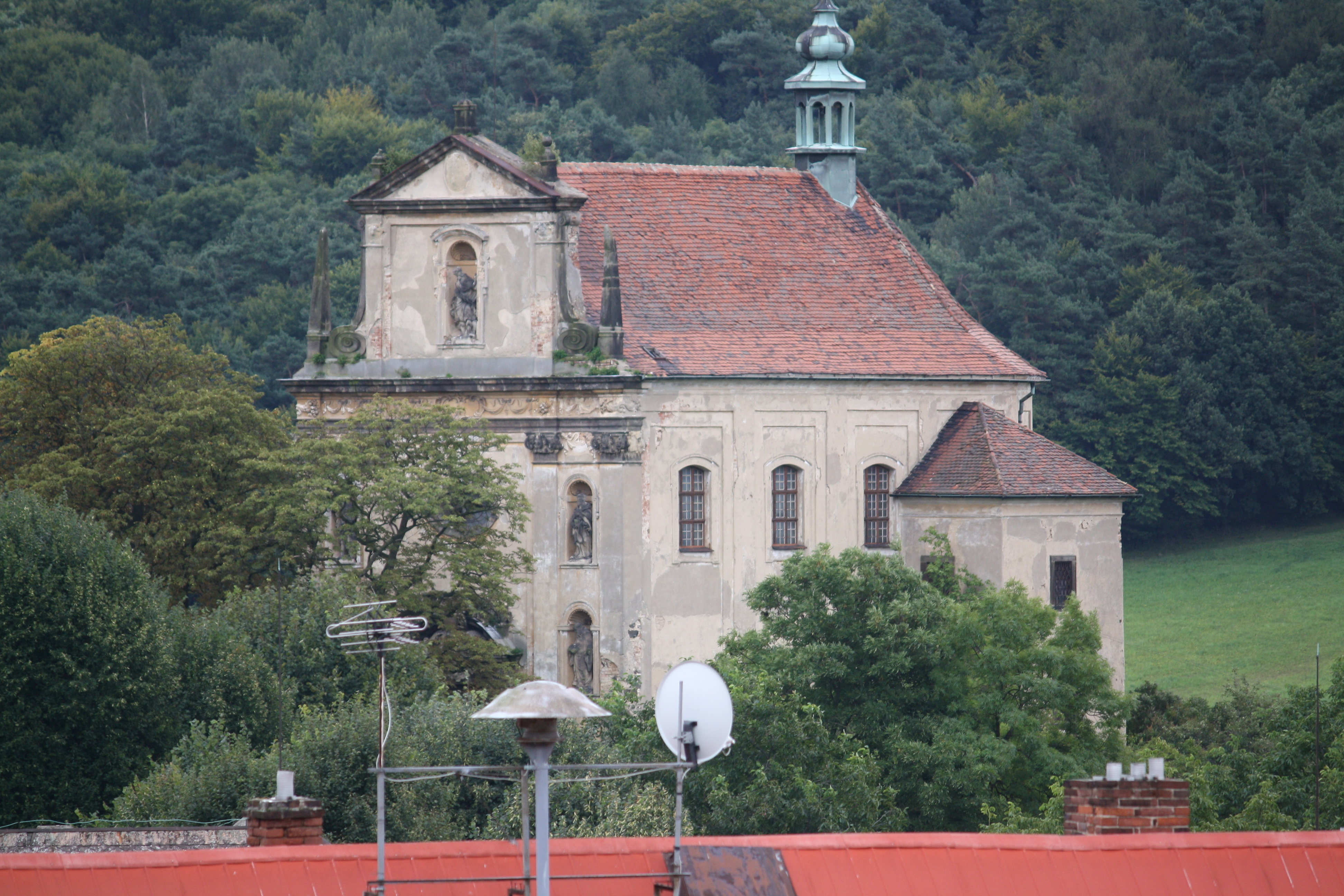
Milešovský kostel v roce 2010

Další stavební aktivitou Anny Zikmundy Hrzánové bylo vdovské sídlo, malý zámeček v sousedství hlavní rezidence, dnes čp. 47. Rovněž tato budova byla postavena ve druhém desetiletí 18. století. Po smrti stavebnice v roce 1730 byla opuštěna. V polovině 18. století bylo k zámečku přistaveno hospodářské křídlo, od roku 1818 využívané jako židovská modlitebna. Zámeček se stal sídlem lesního úřadu. V roce 1782 na něj byly osazeny sluneční hodiny z dílny berounského hodináře Engelbrechta.

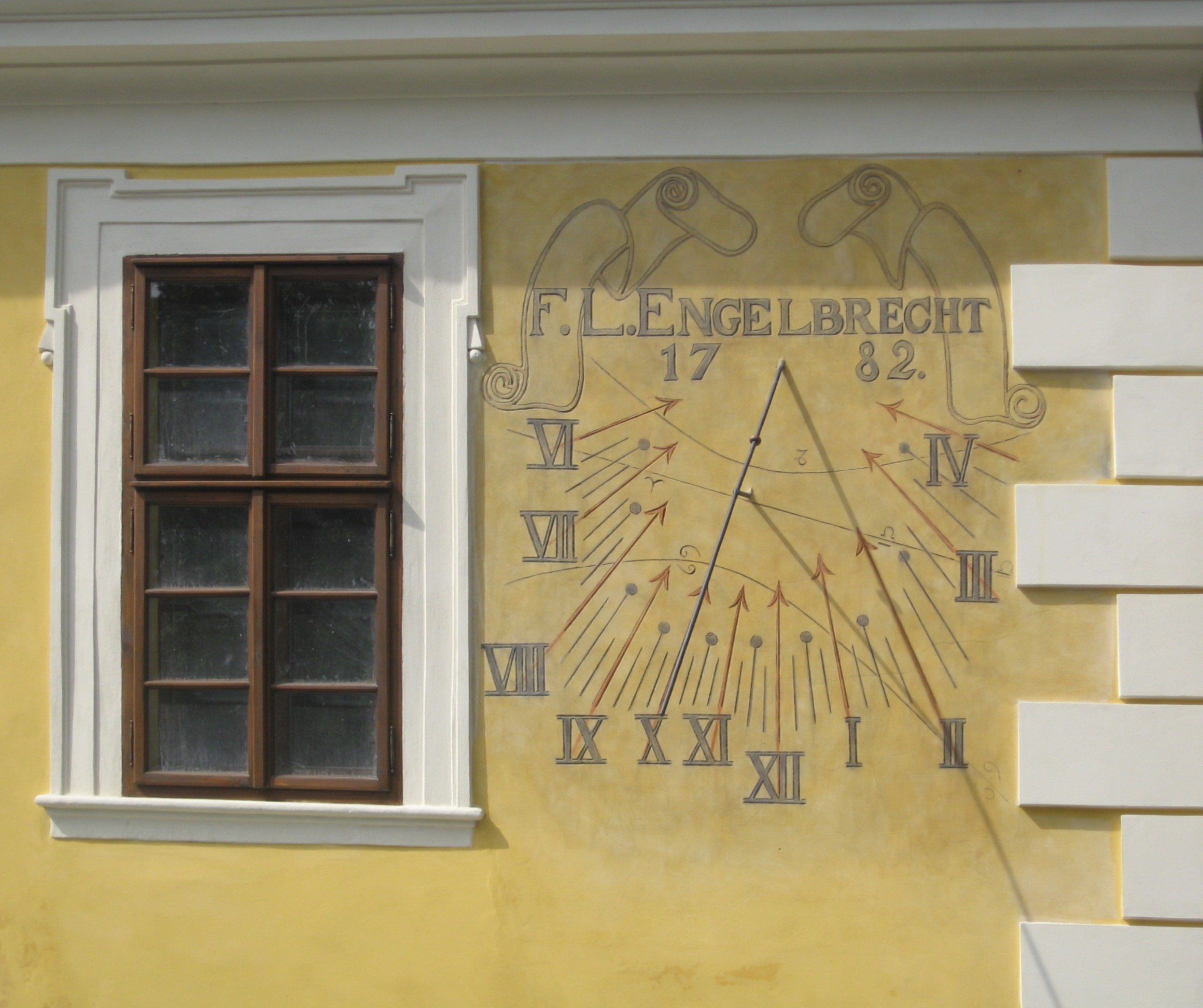
Sluneční hodiny na bývalém zámečku

Milešovské panství tak bylo majetkově sloučeno s dominiem Skalka, kam kromě Vlastislavi patřil též díl Mrskles a Lipá. Tereziánský katastr z roku 1757 zachytil na panství šest rybníků, pivovar, dva mlýny, krčmy v Milešově, Medvědicích a Kocourově, masné krámy, vinopalnu a cihelnu v Milešově, která ročně vypálila 30 000 cihel. Přímo v Milešově působili tři tesaři, dva bednáři, řezník, který byl zároveň krčmářem v panské hospodě, krejčí, kovář, zedník, dva ševci, dva tkalci, kameník a ovčák. Obyvatelé mluvili převážně německy.

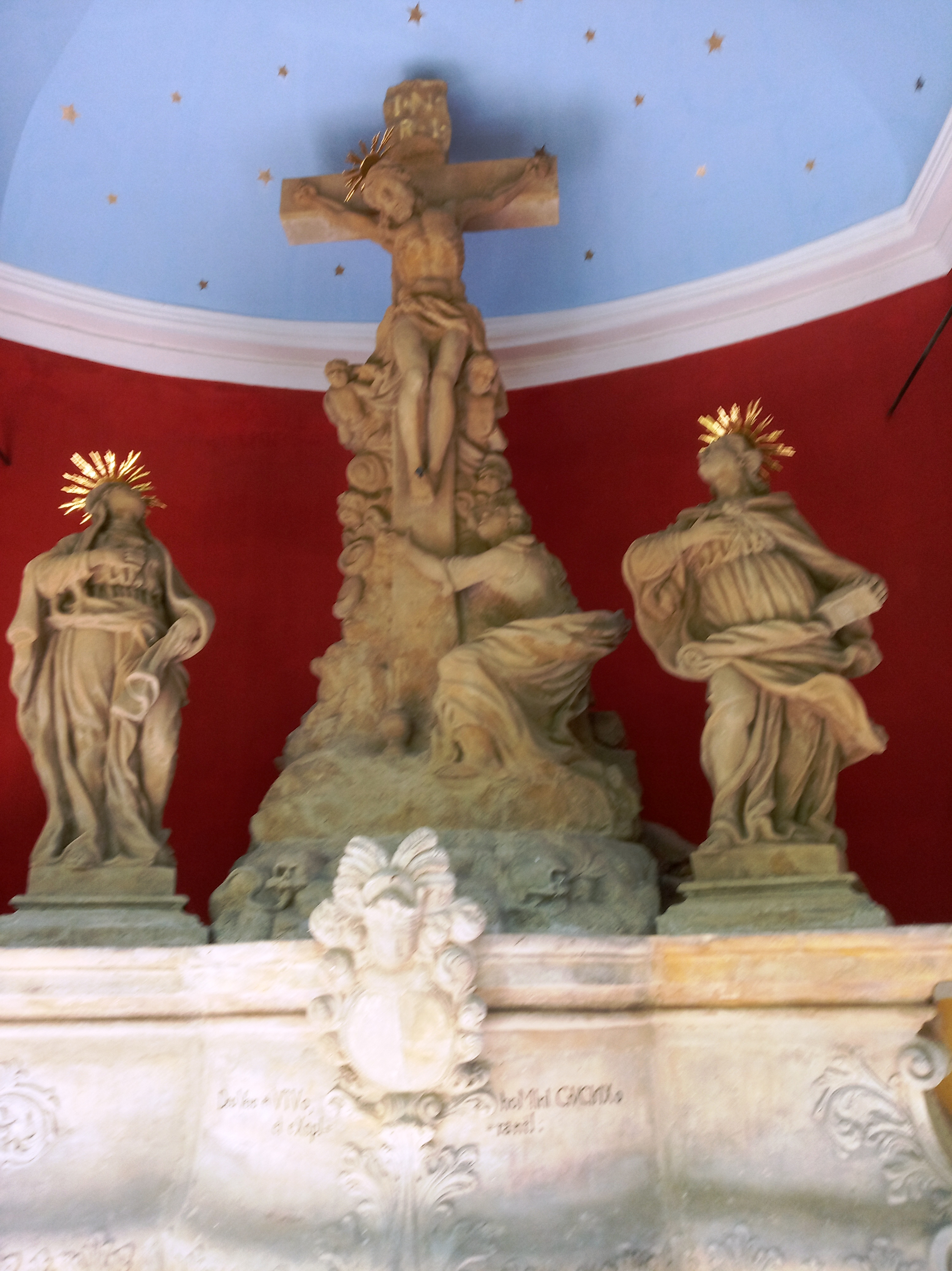
Interiér kaple Kalvárie

Základní údaje o milešovském panství v první třetině 19. století podává topografické dílo Sommerovo z roku 1833. Na celém panství žilo 1 275 osob. Z toho v Milešově, kde stálo 75 budov, to bylo 436, v Mlýncích (dnes součást Milešova) 260, v Pálči 74, v Kocourově 96 a v Medvědicích 315 obyvatel. V těch částech vesnic Lipá, Mrsklesy, Vlastislav a Dřínek, spadajících pod Milešov, žilo 94 obyvatel. Lidé se živili převážně zemědělstvím, zejména sadařstvím. Z průmyslových podniků topografie na panství jmenuje pivovar, vinopalnu, vápencový lom, cihelnu a výrobnu potaše.
V této době patřilo panství stále Hrzánům. V roce 1842 zemřel v Milešově František Serafínský Hrzán, komtur řádu maltézských rytířů. Jím Hrzánové z Harasova vymřeli po meči. O panství probíhal soud. V roce 1857 je získal Leopold Lažanský z Bukové. Roku 1866 ale milešovské panství Leopoldovi synové prodali za 400 000 zlatých hraběti Adolfu Ledebour-Wicheln. V majetku tohoto rodu zůstal Milešov až do roku 1945.

## Obyvatelstvo
|                                             | 1869 | 1880 | 1890 | 1900 | 1910 | 1921 | 1930 | 1950 | 1961 | 1970 | 1980 | 1991 | 2001 | 2011 | 2021 |
| ------------------------------------------- | ---- | ---- | ---- | ---- | ---- | ---- | ---- | ---- | ---- | ---- | ---- | ---- | ---- | ---- | ---- |
| Obyvatelé                                   | 811  | 774  | 761  | 726  | 647  | 697  | 675  | 433  | 585  | 481  | 367  | 311  | 366  | 326  | 316  |
| Domy                                        | 147  | 149  | 153  | 154  | 155  | 147  | 153  | 157  | 99   | 102  | 98   | 111  | 109  | 120  | 125  |
| Tabulka zahrnuje údaje osad Mlýnce a Páleč. |      |      |      |      |      |      |      |      |      |      |      |      |      |      |      |

## Obecní správa
Při sčítání lidu v letech 1869–1980 Milešov byl samostatnou obcí, se kterým patřil nejprve do okresu Litoměřice, ale v roce 1950 v okrese Lovosice a v letech 1961–1980 znovu v okrese Litoměřice. Od 1. ledna 1981 je částí obce Velemín v okrese Litoměřice.

## Památky a příroda
Stavební a duchovní aktivity Kaplířů a Hrzánů vytvořily z Milešova a okolí typický příklad barokní krajiny. Dvě krajinné dominanty – zámek a kostel – a množství drobných sakrálních památek v podobě kaplí a plastik, to vše zasazené do koloritu středohorských kopců, vytvořilo z Milešovska jedinečnou lokalitu. Kromě níže popsaných soch a kaplí existovalo v Milešově a okolí ještě šest dalších drobných sakrálních památek, které vzaly za své až na jednu výjimku ve druhé polovině 20. století.
- Kostel svatého Antonína Paduánského.
- Milešov (zámek).
- Hospodářský dvůr čp. 74 ze 17.–18. století.
- Sousoší Kalvárie, umístěné na kopci asi půl kilometru severozápadně od zámku, pochází z let 1740–1747. Donátorem díla, zhotoveného z pískovce, byl Zikmund Gustav Hrzán z Harasova, jehož znak je vytesaný na soklu. Autor sousoší není znám. V roce 1841 nad ním byla postavena kaple.[23]
- Výklenková kaple svatého Josefa z 18. století u hřbitova.
- Výklenková kaple svatých Jana a Pavla z 18. století na břehu Milešovského potoka severozápadně od zámku.
- Sousoší svaté Anny Samotřetí z roku 1747 umístěné při silnici směrem na Černčice. Donátorem byl Zikmund Gustav Hrzán z Harasova s manželkou.
- Socha svatého Prokopa z roku 1756. Donátorem byl Zikmund Gustav Hrzán z Harasova. Stojí u křižovatky silnic do Páleče a Lukova.
- Socha svatého Antonína Paduánského snad z roku 1751, umístěná při silnici do Kocourova pod hradem Ostrý.
- Socha svatého Jana Křtitele, vysvěcená v roce 1756. Stojí v bývalé části Milešova zvané Mlýnce před domem čp. 153.
- Hora Milešovka, národní přírodní rezervace. Na vrcholu se nachází meteorologická observatoř s rozhlednou.
- Přírodní rezervace Březina.
- Západní částí katastrálního území Milešov u Lovosic vede část naučné stezky Březina.

## Osobnosti
- Karl Vietz (1798–1872), historik a spisovatel

## Galerie

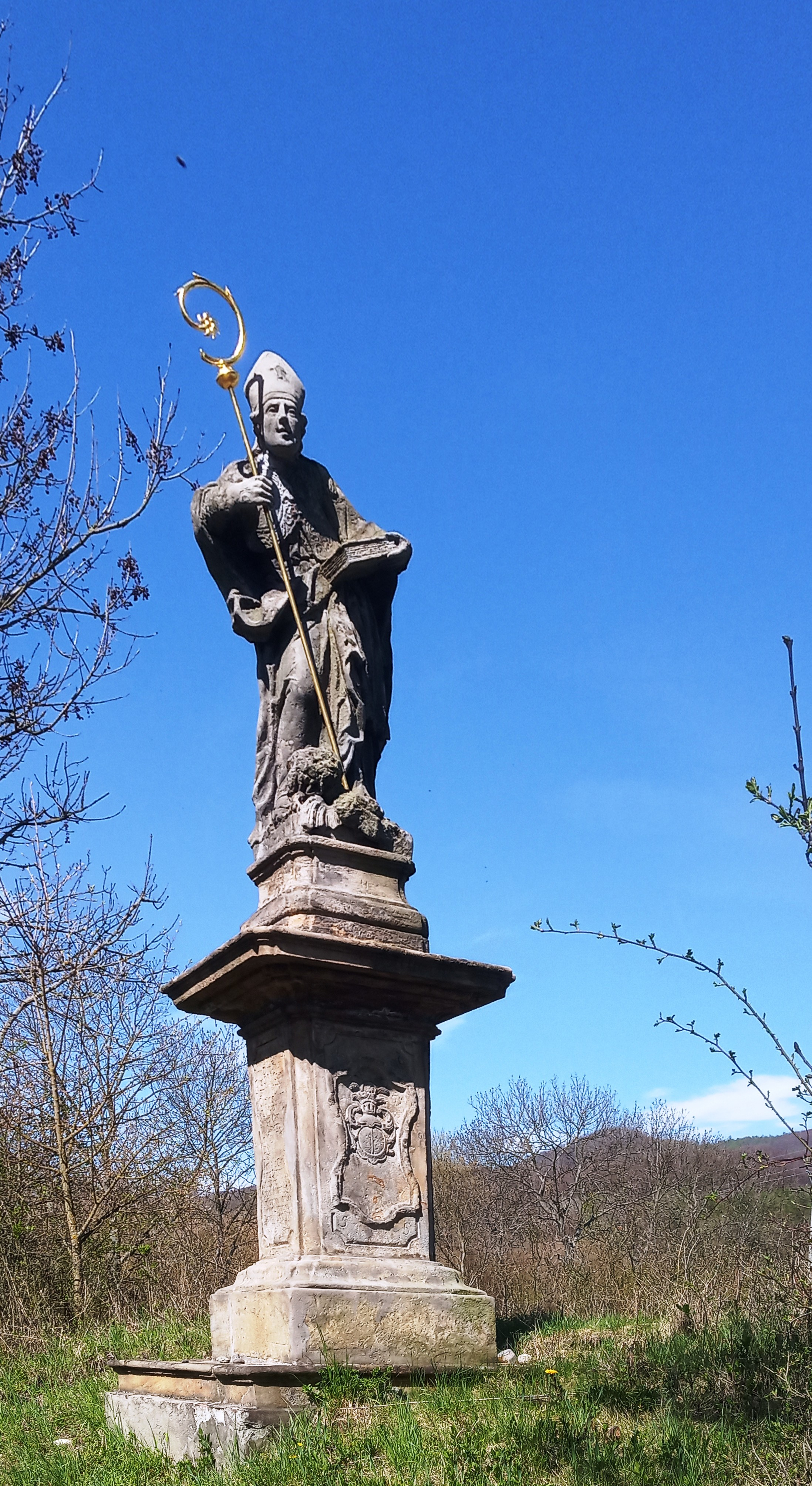
Socha svatého Prokopa
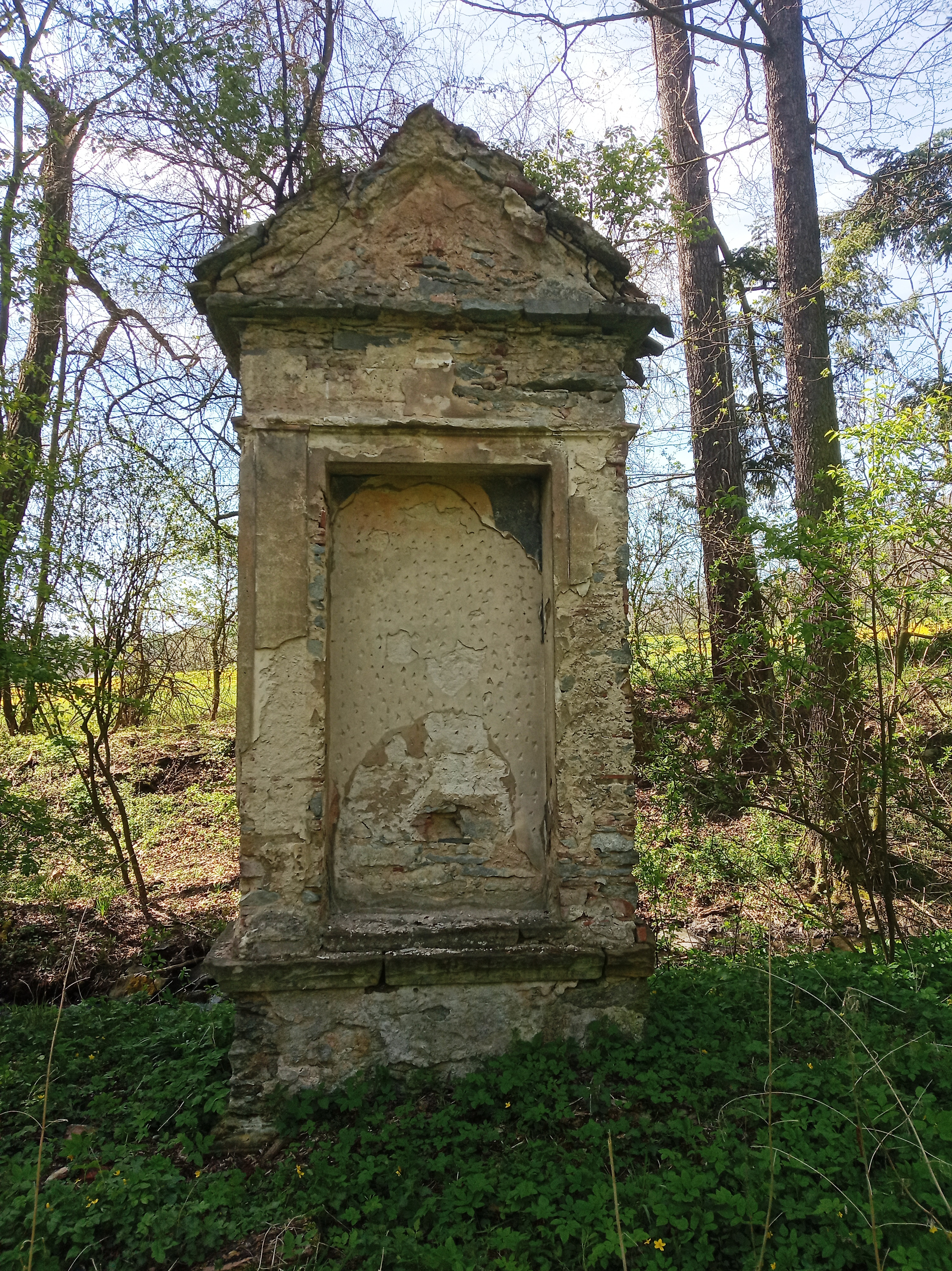
Výklenková kaplička sv. Jana a Pavla u potoka za fotbalovým hřištěm
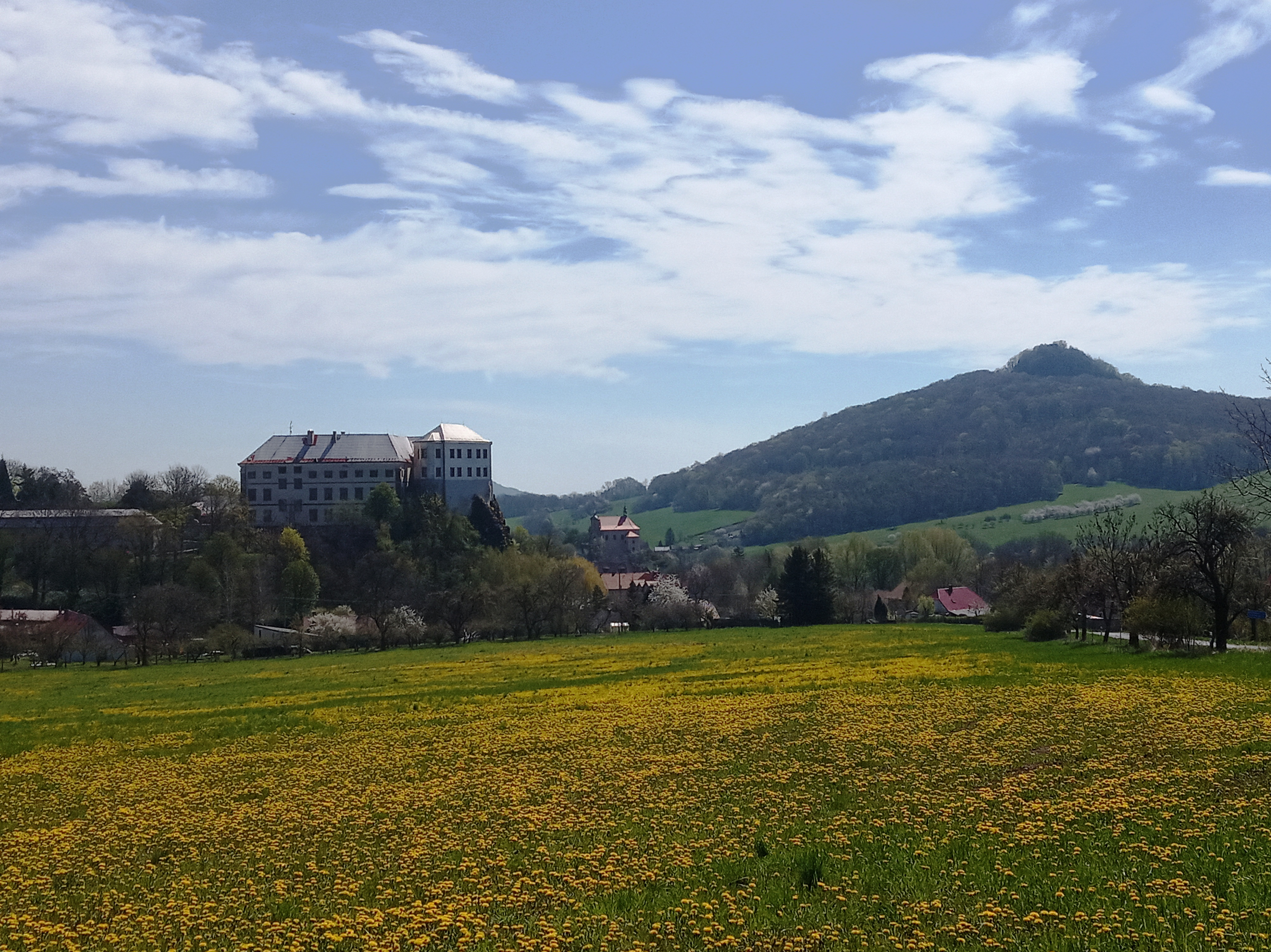
Panorama milešovského zámku s kostelem a hradem Ostrý v pozadí
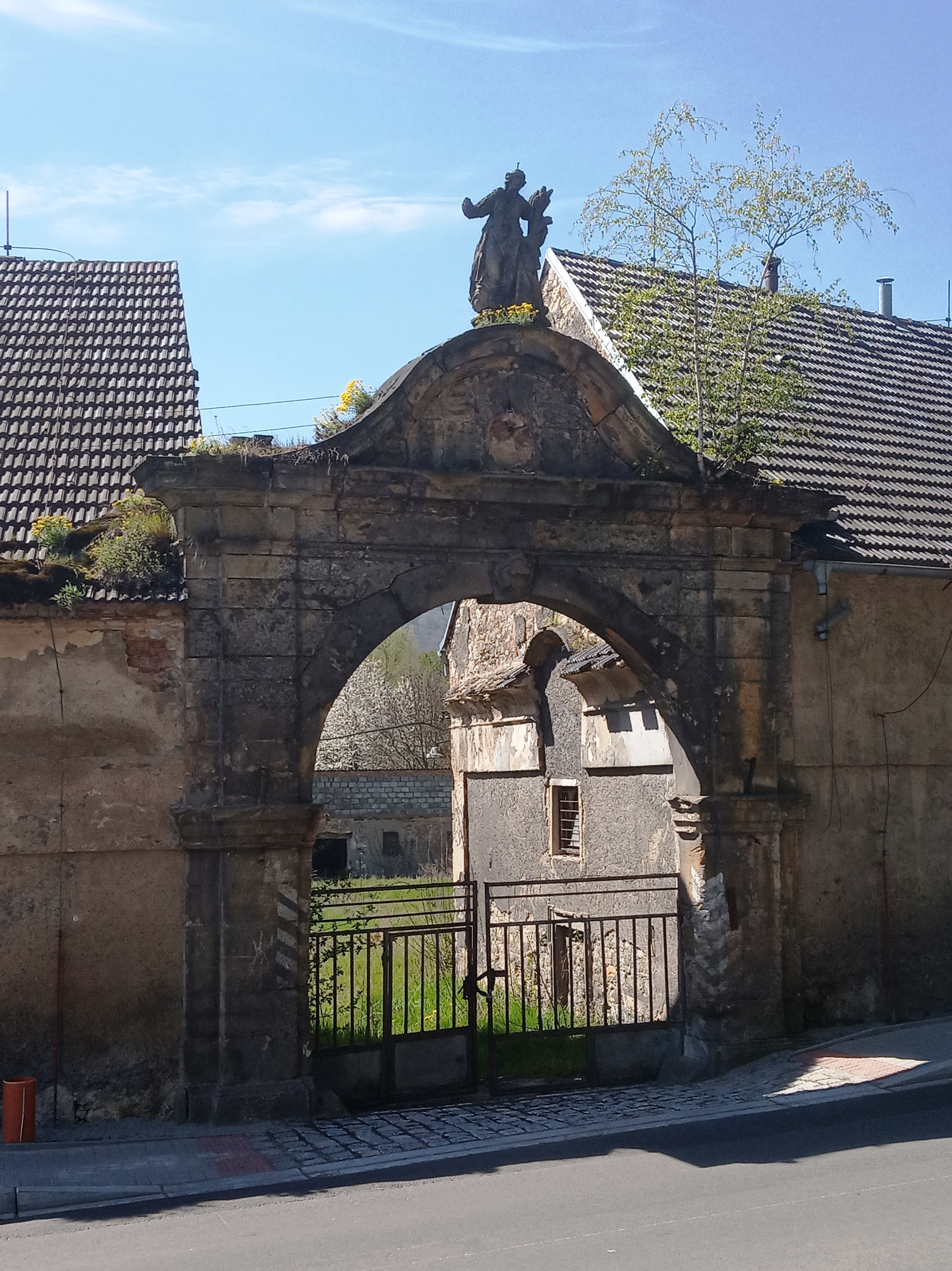
Barokní brána do bývalého vrchnostenského statku
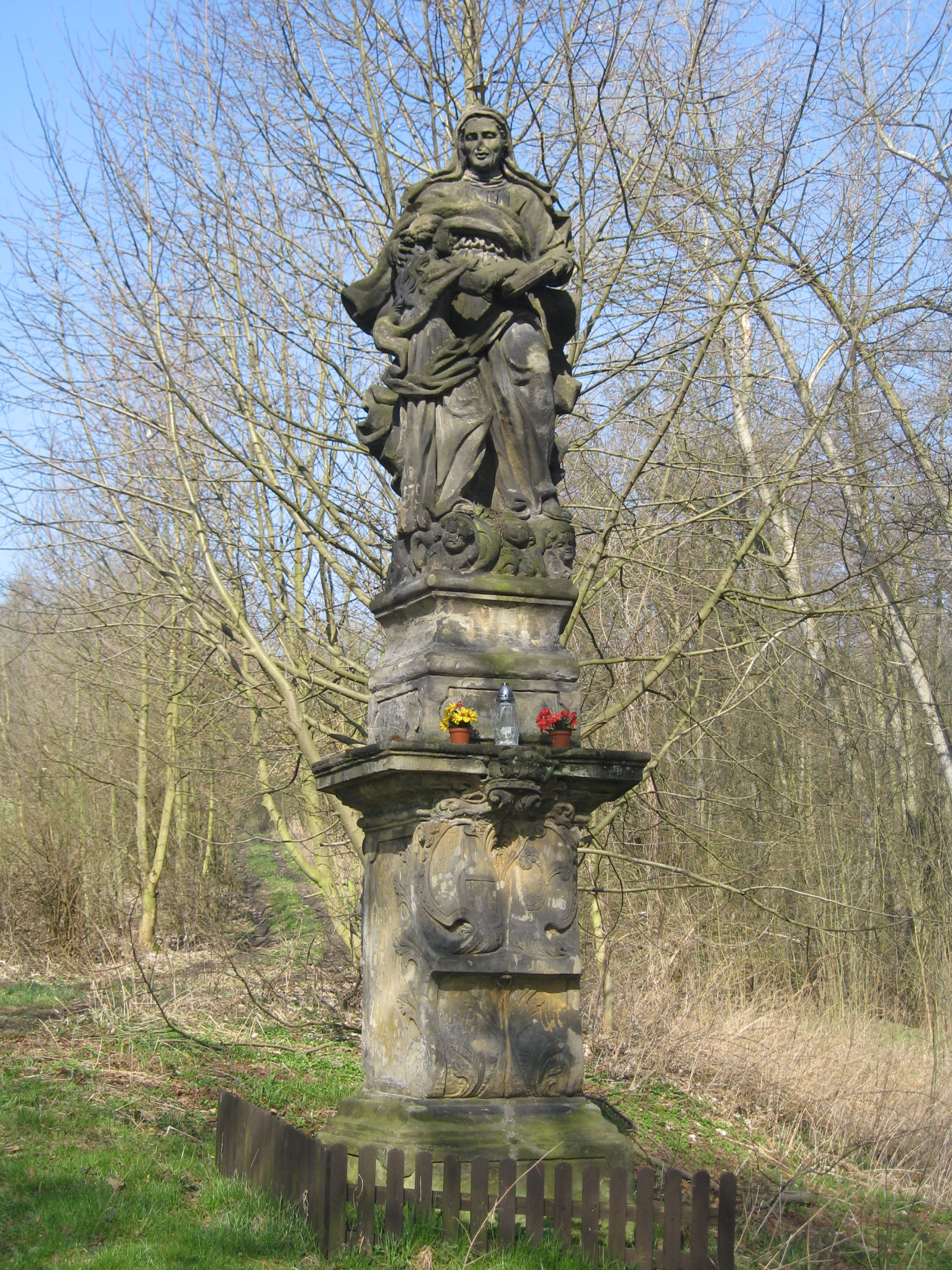
Socha sv. Anny
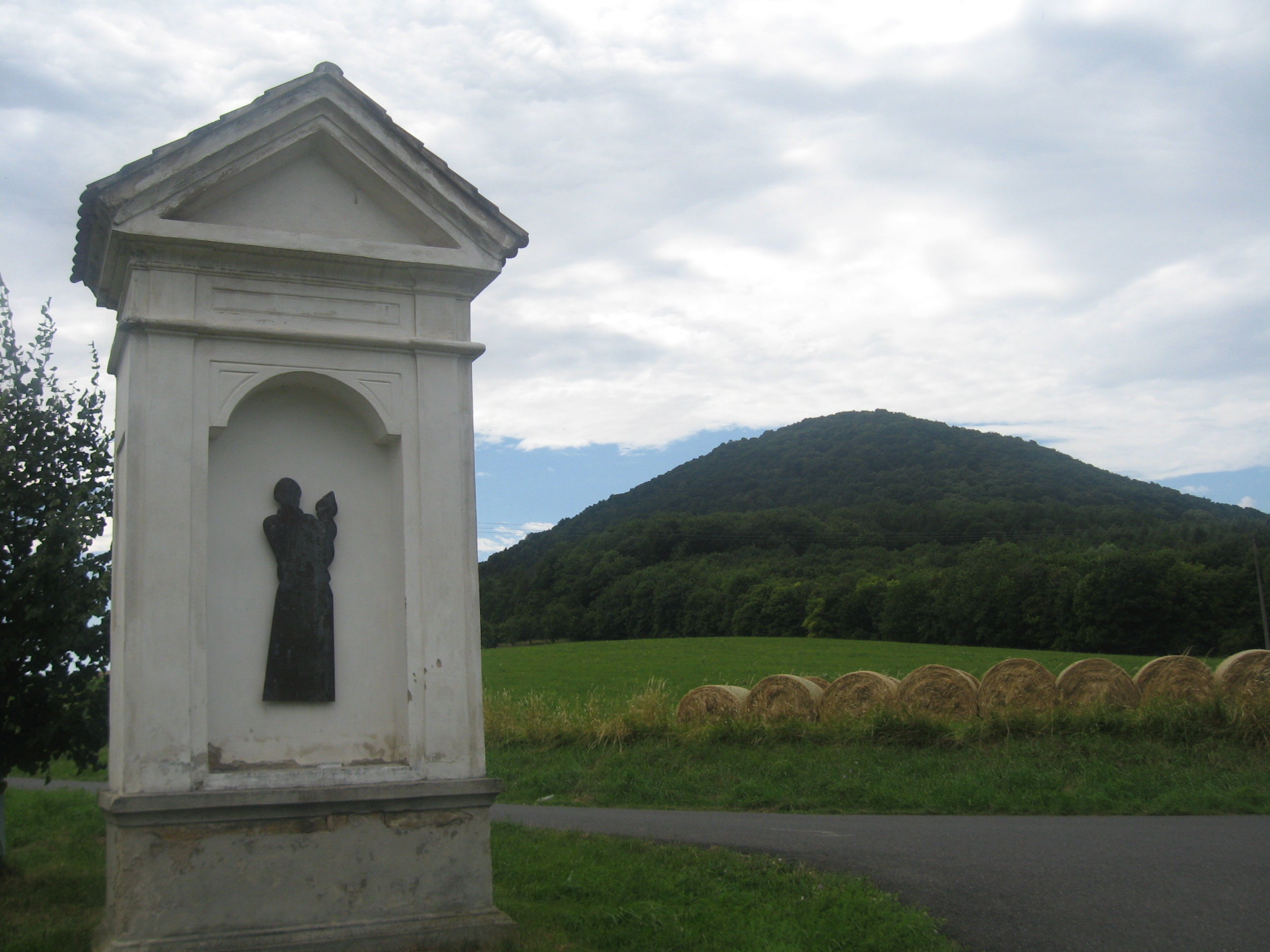
Výklenková kaple u hřbitova, v pozadí Milešovský kloc
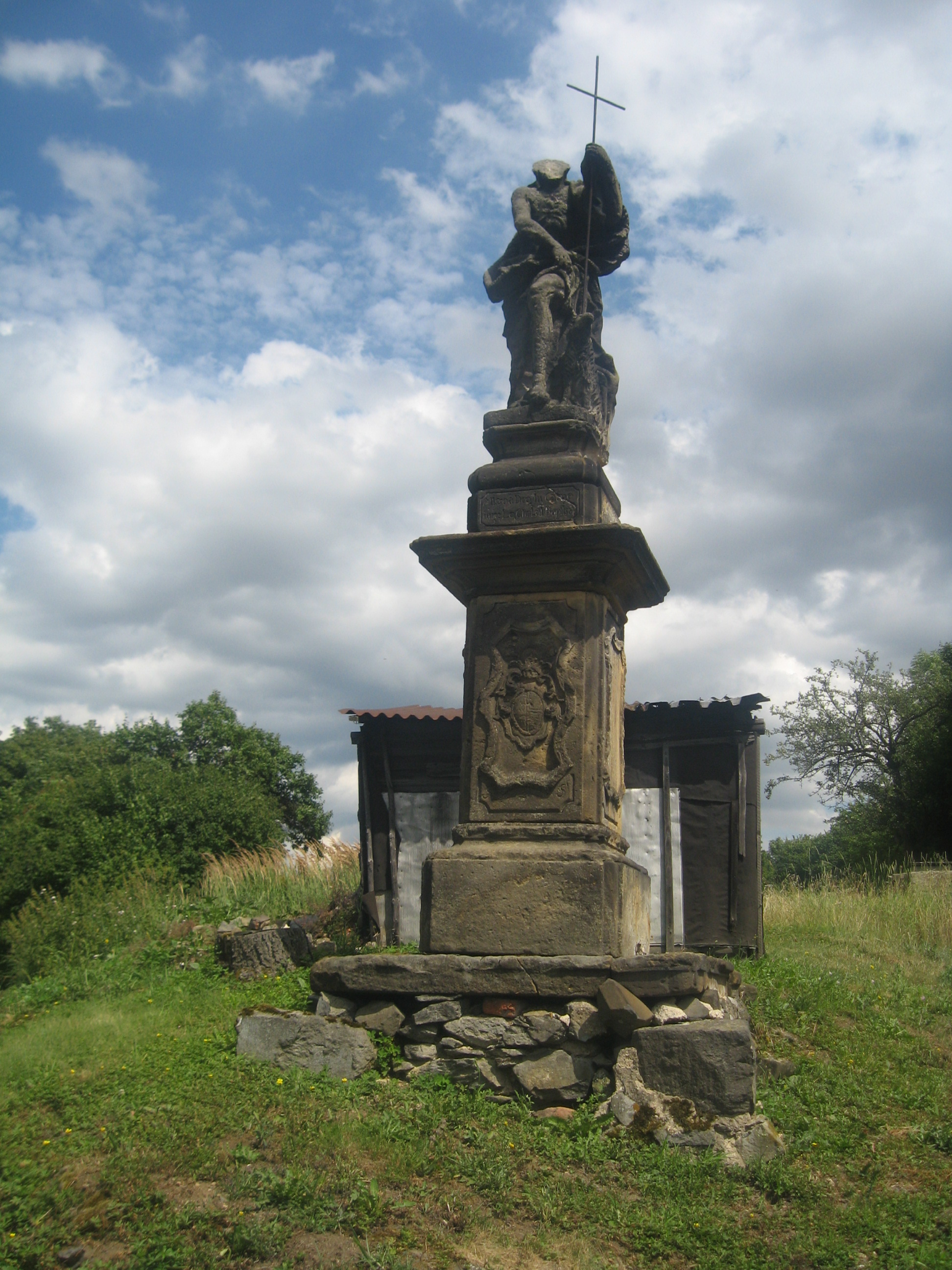
Socha sv. Jana Křtitele